# Zamia roezlii
Zamia roezlii là một loài tuế, một loài thực vật thuộc họ Zamiaceae. Loài này có ở Colombia và Ecuador.
Do nhà thực vật học người Séc Benedikt Roezl đặt tên.

## Hình ảnh

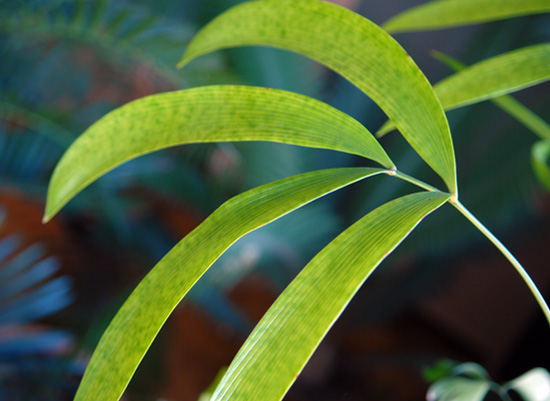
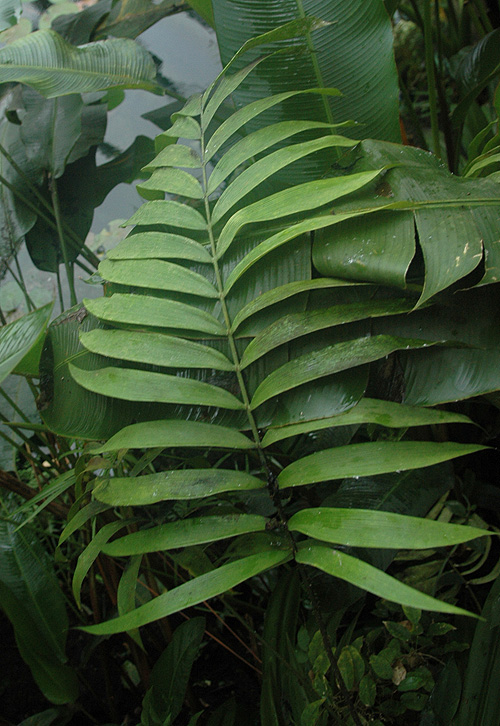